# Élections législatives de 1993 en Dordogne
Les élections législatives françaises de 1993 se déroulent les 21 et 28 mars 1993. Dans le département de la Dordogne, quatre députés sont à élire dans le cadre de quatre circonscriptions.

## Élus
| Circonscription                                 | Député sortant                           | Parti | Parti | Député élu ou réélu      | Parti | Parti |
| ----------------------------------------------- | ---------------------------------------- | ----- | ----- | ------------------------ | ----- | ----- |
| 1re                                             | Bernard Bioulac                          |       | PS    | François Roussel         |       | RPR   |
| 2e                                              | Michel Suchod                            |       | PS    | Daniel Garrigue          |       | RPR   |
| 3e                                              | Alain Paul Bonnet*                       |       | MRG   | Frédéric de Saint-Sernin |       | RPR   |
| 4e                                              | Paul Duvaleix* suppléant de Roland Dumas |       | PS    | Jean-Jacques de Peretti  |       | RPR   |
| * député sortant ne se représentant pas en 1993 |                                          |       |       |                          |       |       |

## Positionnement des partis
Les candidats d'alliance RPR-UDF et divers droite se présentent sous la bannière de l'Union pour la France et ceux du Parti socialiste derrière l'Alliance des Français pour le Progrès. Par ailleurs, Les Verts et Génération écologie s'unissent sous l'étiquette Entente des écologistes.

## Résultats

### Résultats à l'échelle du département
| Parti          | Parti                                 | Premier tour | Premier tour | Second tour | Second tour | Sièges |
| Parti          | Parti                                 | Voix         | %            | Voix        | %           | Sièges |
| -------------- | ------------------------------------- | ------------ | ------------ | ----------- | ----------- | ------ |
|                | Rassemblement pour la République      | 64 765       | 30,48        | 89 904      | 44,09       | 3      |
|                | Union pour la démocratie française    | 18 154       | 8,55         | 16 598      | 8,14        | 0      |
|                | Divers droite                         | 9 161        | 4,31         | 20 215      | 9,91        | 1      |
|                | Union pour la France                  | 92 080       | 43,34        | 126 717     | 62,13       | 4      |
|                |                                       |              |              |             |             |        |
|                | Parti socialiste                      | 37 732       | 17,76        | 49 468      | 24,26       | 0      |
|                | Mouvement des radicaux de gauche      | 1 172        | 0,55         |             |             | 0      |
|                | Alliance des Français pour le progrès | 38 904       | 18,31        | 49 468      | 24,26       | 0      |
|                |                                       |              |              |             |             |        |
|                | Génération écologie                   | 9 742        | 4,59         |             |             | 0      |
|                | Les Verts                             | 3 438        | 1,62         | 0           |             |        |
|                | Entente des écologistes               | 13 180       | 6,20         |             |             | 0      |
|                |                                       |              |              |             |             |        |
|                | Parti communiste français             | 34 349       | 16,17        | 27 745      | 13,61       | 0      |
|                | Front national                        | 14 369       | 6,76         |             |             | 0      |
|                | Mouvement des citoyens                | 9 888        | 4,65         | 0           |             |        |
|                | Chasse, pêche, nature et traditions   | 4 272        | 2,01         | 0           |             |        |
|                | Le Trèfle - Les nouveaux écologistes  | 3 066        | 1,44         | 0           |             |        |
|                | Divers                                | 1 137        | 0,54         | 0           |             |        |
|                | Lutte ouvrière                        | 884          | 0,42         | 0           |             |        |
|                | Extrême droite                        | 321          | 0,15         | 0           |             |        |
|                |                                       |              |              |             |             |        |
| Inscrits       | Inscrits                              | 303 925      | 100,00       | 303 249     | 100,00      | 4      |
| Abstentions    | Abstentions                           | 76 200       | 25,07        | 71 665      | 23,63       |        |
| Votants        | Votants                               | 227 725      | 74,93        | 231 584     | 76,37       |        |
| Blancs et nuls | Blancs et nuls                        | 15 275       | 6,71         | 27 654      | 11,94       |        |
| Exprimés       | Exprimés                              | 212 450      | 93,29        | 203 930     | 88,06       |        |

### Résultats par circonscription

#### Première circonscription (Périgueux)
|                               | François Roussel élu    | RPR (UPF)      | 21 563 | 43,08  | 28 603 | 56,02  |  |  |  |  |  |
|                               | Bernard Bioulac sortant | PS (ADFP)      | 10 761 | 21,50  | 22 454 | 43,98  |  |  |  |  |  |
|                               | Jean-Paul Salon         | PCF            | 6 917  | 13,82  |        |        |  |  |  |  |  |
|                               | Chantal Merchadou       | GÉ (EÉ)        | 3 390  | 6,77   |        |        |  |  |  |  |  |
|                               | Jacques Ricard          | FN             | 3 262  | 6,52   |        |        |  |  |  |  |  |
|                               | Jean-Michel Jardry      | diss. UDF      | 1 715  | 3,43   |        |        |  |  |  |  |  |
|                               | Huguette Cabirol        | LT-LNÉ         | 1 374  | 2,75   |        |        |  |  |  |  |  |
|                               | Christian Chasseriaud   | MDC            | 1 066  | 2,13   |        |        |  |  |  |  |  |
|                               |                         |                |        |        |        |        |  |  |  |  |  |
| Inscrits                      | Inscrits                | Inscrits       | 73 612 | 100,00 | 73 604 | 100,00 |  |  |  |  |  |
| Abstentions                   | Abstentions             | Abstentions    | 19 631 | 26,67  | 17 679 | 24,02  |  |  |  |  |  |
| Votants                       | Votants                 | Votants        | 53 981 | 73,33  | 55 925 | 75,98  |  |  |  |  |  |
| Blancs et nuls                | Blancs et nuls          | Blancs et nuls | 3 933  | 7,29   | 4 868  | 8,70   |  |  |  |  |  |
| Exprimés                      | Exprimés                | Exprimés       | 50 048 | 92,71  | 51 057 | 91,30  |  |  |  |  |  |
| Source : Data.gouv et CEVIPOF |                         |                |        |        |        |        |  |  |  |  |  |

#### Deuxième circonscription (Bergerac)
| Candidat                      | Candidat              | Parti          | Premier tour | Premier tour | Second tour | Second tour |  |
| Candidat                      | Candidat              | Parti          | Voix         | %            | Voix        | %           |  |
| ----------------------------- | --------------------- | -------------- | ------------ | ------------ | ----------- | ----------- |  |
|                               | Katherine Traissac    | UDF (AD)       | 12 729       | 24,60        | 16 598      | 45,09       |  |
|                               | Daniel Garrigue élu   | diss. RPR      | 7 446        | 14,39        | 20 215      | 54,91       |  |
|                               | Michel Suchod sortant | MDC            | 6 978        | 13,49        |             |             |  |
|                               | Renaud Boisvert       | PS (ADFP)      | 4 879        | 9,43         |             |             |  |
|                               | Irène Sapir           | PCF            | 4 548        | 8,79         |             |             |  |
|                               | Robert Baconnet       | FN             | 4 375        | 8,45         |             |             |  |
|                               | André Goustat         | CPNT           | 4 272        | 8,25         |             |             |  |
|                               | Pierre Lade           | Les Verts (EÉ) | 3 438        | 6,64         |             |             |  |
|                               | Gilles Clamens        | Divers         | 1 137        | 2,19         |             |             |  |
|                               | Brigitte Cozet        | LO             | 884          | 1,70         |             |             |  |
|                               | Nadine Le Guen        | LT-LNÉ         | 716          | 1,38         |             |             |  |
|                               | Marcel Roux           | AP             | 321          | 0,62         |             |             |  |
|                               |                       |                |              |              |             |             |  |
| Inscrits                      | Inscrits              | Inscrits       | 76 611       | 100,00       | 75 993      | 100,00      |  |
| Abstentions                   | Abstentions           | Abstentions    | 21 146       | 27,6         | 24 319      | 32          |  |
| Votants                       | Votants               | Votants        | 55 465       | 72,4         | 51 674      | 68          |  |
| Blancs et nuls                | Blancs et nuls        | Blancs et nuls | 3 742        | 6,75         | 14 861      | 28,76       |  |
| Exprimés                      | Exprimés              | Exprimés       | 51 723       | 93,25        | 36 813      | 71,24       |  |
| Source : Data.gouv et CEVIPOF |                       |                |              |              |             |             |  |

#### Troisième circonscription (Nontron)
| Candidat                      | Candidat                     | Parti          | Premier tour | Premier tour | Second tour | Second tour |  |
| Candidat                      | Candidat                     | Parti          | Voix         | %            | Voix        | %           |  |
| ----------------------------- | ---------------------------- | -------------- | ------------ | ------------ | ----------- | ----------- |  |
|                               | Frédéric de Saint-Sernin élu | RPR            | 18 323       | 34,40        | 28 268      | 50,47       |  |
|                               | René Dutin                   | PCF            | 12 983       | 24,37        | 27 745      | 49,53       |  |
|                               | Bernard Cazeau               | PS (ADFP)      | 9 136        | 17,15        |             |             |  |
|                               | Pierre-Claude Laviale        | UDF (Rad)      | 5 425        | 10,18        |             |             |  |
|                               | Michel Courtois              | FN             | 3 171        | 5,95         |             |             |  |
|                               | André Vidal                  | GÉ (EÉ)        | 2 579        | 4,84         |             |             |  |
|                               | Arnaud Le Guay               | MDC            | 1 066        | 2,00         |             |             |  |
|                               | Joëlle Feymendy              | LT-LNÉ         | 576          | 1,08         |             |             |  |
|                               |                              |                |              |              |             |             |  |
| Inscrits                      | Inscrits                     | Inscrits       | 73 334       | 100,00       | 73 304      | 100,00      |  |
| Abstentions                   | Abstentions                  | Abstentions    | 16 243       | 22,15        | 13 842      | 18,88       |  |
| Votants                       | Votants                      | Votants        | 57 091       | 77,85        | 59 462      | 81,12       |  |
| Blancs et nuls                | Blancs et nuls               | Blancs et nuls | 3 832        | 6,71         | 3 449       | 5,8         |  |
| Exprimés                      | Exprimés                     | Exprimés       | 53 259       | 93,29        | 56 013      | 94,2        |  |
| Source : Data.gouv et CEVIPOF |                              |                |              |              |             |             |  |

#### Quatrième circonscription (Sarlat)
| Candidat                      | Candidat                           | Parti          | Premier tour | Premier tour | Second tour | Second tour |  |
| Candidat                      | Candidat                           | Parti          | Voix         | %            | Voix        | %           |  |
| ----------------------------- | ---------------------------------- | -------------- | ------------ | ------------ | ----------- | ----------- |  |
|                               | Jean-Jacques de Peretti élu        | RPR (UPF)      | 24 879       | 43,32        | 33 033      | 55,01       |  |
|                               | Roland Dumas sortant               | PS (ADFP)      | 12 956       | 22,56        | 27 014      | 44,99       |  |
|                               | Louis Delmon                       | PCF            | 9 901        | 17,24        |             |             |  |
|                               | Marie-Odile Dauriac                | GÉ (EÉ)        | 3 773        | 6,57         |             |             |  |
|                               | Gérard de Lesquen du Plessis-Casso | FN             | 3 561        | 6,20         |             |             |  |
|                               | Philippe Labroue                   | MRG            | 1 172        | 2,04         |             |             |  |
|                               | Didier Delezay                     | MDC            | 778          | 1,35         |             |             |  |
|                               | Lionel David                       | LT-LNÉ         | 400          | 0,69         |             |             |  |
|                               |                                    |                |              |              |             |             |  |
| Inscrits                      | Inscrits                           | Inscrits       | 80 368       | 100,00       | 80 348      | 100,00      |  |
| Abstentions                   | Abstentions                        | Abstentions    | 19 164       | 23,85        | 15 825      | 19,7        |  |
| Votants                       | Votants                            | Votants        | 61 204       | 76,15        | 64 523      | 80,3        |  |
| Blancs et nuls                | Blancs et nuls                     | Blancs et nuls | 3 784        | 6,18         | 4 476       | 6,94        |  |
| Exprimés                      | Exprimés                           | Exprimés       | 57 420       | 93,82        | 60 047      | 93,06       |  |
| Source : Data.gouv et CEVIPOF |                                    |                |              |              |             |             |  |